# Phytocoris tuberculatus
Phytocoris tuberculatus är en insektsart som beskrevs av Knight 1920. Phytocoris tuberculatus ingår i släktet Phytocoris och familjen ängsskinnbaggar. Inga underarter finns listade i Catalogue of Life.